# Serra de Toix
Serra de Toix är ett berg i Spanien.   Det ligger i provinsen Provincia de Alicante och regionen Valencia, i den östra delen av landet, 400 km sydost om huvudstaden Madrid. Toppen på Serra de Toix är 338 meter över havet, eller 204 meter över den omgivande terrängen. Bredden vid basen är 2,0 km.
Terrängen runt Serra de Toix är kuperad åt nordväst, men söderut är den platt. Havet är nära Serra de Toix åt sydost.  Närmaste större samhälle är Calp, 2,8 km öster om Serra de Toix. 